# Alan Ruiz
Alan Nahuel Ruiz (La Plata, Argentina; 19 de agosto de 1993) es un futbolista argentino que juega como mediocampista en Estrela da Amadora, de la Primeira Liga de Portugal.

## Trayectoria
Llegó al club en febrero del año 2007 con edad de Novena División. En junio de 2011 debutó en la Primera División de Gimnasia de la mano de Hernan Ortiz, que por ese entonces era el técnico del primer equipo de Gimnasia y Esgrima La Plata.
A principios de septiembre de 2012, San Lorenzo de Almagro acordó pagar a Gimnasia 575 000 dólares por el 80% de su ficha quedándole el 20% restante para usufructuarlo en una futura venta.
 

El 10 de enero de 2014 es cedido al Gremio de la Serie A de Brasil por 400 000 dólares, con una opción de compra superior a 5 millones de dólares.
Para julio de 2015 creció un rumor sobre la posible contratación por parte del Atlético Nacional, aunque Gremio y Atlético Paranaense, también hicieron un sondeo por él, pero fue cedido a préstamo sin cargo a Colón, con una opción de compra de 2 250 000 millones de dólares.
El 13 de marzo de 2016 anota su primer tripleta frente a River Plate, marcando los tres goles para el club Colón, en la victoria de su equipo por 4 a 1.
A principios de abril del mismo año, luego de fuertes declaraciones donde decía querer dejar el club santafesino, fue vendido al Sporting Clube de Portugal por aproximadamente 6 millones de dólares.
En enero de 2018 firma con Colón de Santa Fe por un año, regresando de esta manera a Argentina. El 15 de enero de 2019 es cedido a Club Atlético Aldosivi.
En el mercado de pases del año 2020, llega libre a Arsenal de Sarandí.

## Estadísticas

### Clubes
Actualizado hasta su último partido disputado el 17 de mayo de 2025.
| Club                              | Div.          | Temporada     | Liga  | Liga  | Liga   | Estatales | Estatales | Estatales | Copas nacionales | Copas nacionales | Copas nacionales | Torneos internacionales | Torneos internacionales | Torneos internacionales | Total | Total | Total  |
| Club                              | Div.          | Temporada     | Part. | Goles | Asist. | Part.     | Goles     | Asist.    | Part.            | Goles            | Asist.           | Part.                   | Goles                   | Asist.                  | Part. | Goles | Asist. |
| --------------------------------- | ------------- | ------------- | ----- | ----- | ------ | --------- | --------- | --------- | ---------------- | ---------------- | ---------------- | ----------------------- | ----------------------- | ----------------------- | ----- | ----- | ------ |
| Gimnasia y Esgrima (LP) Argentina | 1.ª           | 2010-11       | 9     | 0     | 2      | —         | —         | —         | —                | —                | —                | —                       | —                       | —                       | 9     | 0     | 2      |
| Gimnasia y Esgrima (LP) Argentina | 2.ª           | 2011-12       | 20    | 0     | 0      | —         | —         | —         | 2                | 0                | 0                | —                       | —                       | —                       | 22    | 0     | 0      |
| Gimnasia y Esgrima (LP) Argentina | Total club    | Total club    | 29    | 0     | 2      | 0         | 0         | 0         | 2                | 0                | 0                | 0                       | 0                       | 0                       | 31    | 0     | 2      |
| C. A. San Lorenzo Argentina       | 1.ª           | 2012-13       | 24    | 3     | 2      | —         | —         | —         | 4                | 0                | 1                | —                       | —                       | —                       | 28    | 3     | 3      |
| C. A. San Lorenzo Argentina       | 1.ª           | 2013-14       | 10    | 0     | 1      | —         | —         | —         | —                | —                | —                | 1                       | 0                       | 0                       | 11    | 0     | 1      |
| C. A. San Lorenzo Argentina       | 1.ª           | 2015          | 3     | 0     | 0      | —         | —         | —         | 1                | 0                | 0                | 2                       | 0                       | 0                       | 6     | 0     | 0      |
| C. A. San Lorenzo Argentina       | Total club    | Total club    | 37    | 3     | 3      | 0         | 0         | 0         | 5                | 0                | 1                | 3                       | 0                       | 0                       | 45    | 3     | 4      |
| Grêmio F-B. P. A. · Brasil        | 1.ª           | 2014          | 23    | 4     | 2      | 11        | 0         | 2         | 1                | 0                | 0                | 5                       | 1                       | 0                       | 40    | 5     | 4      |
| Grêmio F-B. P. A. · Brasil        | Total club    | Total club    | 23    | 4     | 2      | 11        | 0         | 2         | 1                | 0                | 0                | 5                       | 1                       | 0                       | 40    | 5     | 4      |
| C. A. Colón Argentina             | 1.ª           | 2015          | 16    | 1     | 2      | —         | —         | —         | —                | —                | —                | —                       | —                       | —                       | 16    | 1     | 2      |
| C. A. Colón Argentina             | 1.ª           | 2016          | 9     | 7     | 0      | —         | —         | —         | —                | —                | —                | —                       | —                       | —                       | 9     | 7     | 0      |
| C. A. Colón Argentina             | 1.ª           | 2017-18       | 14    | 2     | 2      | —         | —         | —         | —                | —                | —                | 2                       | 0                       | 1                       | 16    | 2     | 3      |
| C. A. Colón Argentina             | 1.ª           | 2018-19       | 6     | 0     | 1      | —         | —         | —         | 2                | 0                | 1                | 4                       | 0                       | 0                       | 12    | 0     | 2      |
| C. A. Colón Argentina             | Total club    | Total club    | 45    | 10    | 5      | 0         | 0         | 0         | 2                | 0                | 1                | 6                       | 0                       | 1                       | 53    | 10    | 7      |
| Sporting C. P. Portugal           | 1.ª           | 2016-17       | 23    | 6     | 4      | —         | —         | —         | 3                | 1                | 0                | —                       | —                       | —                       | 26    | 7     | 4      |
| Sporting C. P. Portugal           | 1.ª           | 2017-18       | 5     | 0     | 1      | —         | —         | —         | 2                | 0                | 0                | 1                       | 0                       | 0                       | 8     | 0     | 1      |
| Sporting C. P. Portugal           | Total club    | Total club    | 28    | 6     | 5      | 0         | 0         | 0         | 5                | 1                | 0                | 1                       | 0                       | 0                       | 34    | 7     | 5      |
| C. A. Aldosivi Argentina          | 1.ª           | 2018-19       | 7     | 1     | 0      | —         | —         | —         | 5                | 0                | 0                | —                       | —                       | —                       | 12    | 1     | 0      |
| C. A. Aldosivi Argentina          | 1.ª           | 2019-20       | 7     | 1     | 0      | —         | —         | —         | 2                | 0                | 0                | —                       | —                       | —                       | 9     | 1     | 0      |
| C. A. Aldosivi Argentina          | Total club    | Total club    | 14    | 2     | 0      | 0         | 0         | 0         | 7                | 0                | 0                | 0                       | 0                       | 0                       | 21    | 2     | 0      |
| Arsenal de Sarandí Argentina      | 1.ª           | 2020-21       | —     | —     | —      | —         | —         | —         | 7                | 1                | 0                | —                       | —                       | —                       | 7     | 1     | 0      |
| Arsenal de Sarandí Argentina      | 1.ª           | 2021          | 13    | 1     | 1      | —         | —         | —         | 10               | 1                | 0                | 6                       | 0                       | 1                       | 29    | 2     | 2      |
| Arsenal de Sarandí Argentina      | Total club    | Total club    | 13    | 1     | 1      | 0         | 0         | 0         | 17               | 2                | 0                | 6                       | 0                       | 1                       | 36    | 3     | 2      |
| F. C. Arouca Portugal             | 1.ª           | 2021-22       | 9     | 1     | 1      | —         | —         | —         | —                | —                | —                | —                       | —                       | —                       | 9     | 1     | 1      |
| F. C. Arouca Portugal             | 1.ª           | 2022-23       | 31    | 3     | 2      | —         | —         | —         | 9                | 1                | 2                | —                       | —                       | —                       | 40    | 4     | 4      |
| F. C. Arouca Portugal             | Total club    | Total club    | 40    | 4     | 3      | 0         | 0         | 0         | 9                | 1                | 2                | 0                       | 0                       | 0                       | 49    | 5     | 5      |
| Sport Recife · Brasil             | 2.ª           | 2023          | 17    | 2     | 1      | —         | —         | —         | —                | —                | —                | —                       | —                       | —                       | 17    | 2     | 1      |
| Sport Recife · Brasil             | 2.ª           | 2024          | 6     | 1     | 0      | 19        | 2         | 6         | 3                | 1                | 0                | —                       | —                       | —                       | 28    | 4     | 6      |
| Sport Recife · Brasil             | Total club    | Total club    | 23    | 3     | 1      | 19        | 2         | 6         | 3                | 1                | 0                | 0                       | 0                       | 0                       | 45    | 6     | 7      |
| Estrela da Amadora Portugal       | 1.ª           | 2024-25       | 27    | 1     | 2      | —         | —         | —         | 1                | 0                | 0                | —                       | —                       | —                       | 28    | 1     | 2      |
| Estrela da Amadora Portugal       | Total club    | Total club    | 27    | 1     | 2      | 0         | 0         | 0         | 1                | 0                | 0                | 0                       | 0                       | 0                       | 28    | 1     | 2      |
| Total carrera                     | Total carrera | Total carrera | 279   | 34    | 23     | 30        | 2         | 8         | 52               | 5                | 4                | 21                      | 1                       | 2                       | 382   | 42    | 37     |
| 1. 2. 3. 4.                       |               |               |       |       |        |           |           |           |                  |                  |                  |                         |                         |                         |       |       |        |

### Selección
| Selección     | Año           | Amistosos | Amistosos | Eliminatorias | Eliminatorias | Mundial | Mundial | Copa América | Copa América | Sudamericano Sub-20 | Sudamericano Sub-20 | Mundial Sub-20 | Mundial Sub-20 | Juegos Olímpicos | Juegos Olímpicos | Juegos Panamericanos | Juegos Panamericanos | Total | Total | Media goleadora |
| Selección     | Año           | PJ        | G         | PJ            | G             | PJ      | G       | PJ           | G            | PJ                  | G                   | PJ             | G              | PJ               | G                | PJ                   | G                    | PJ    | G     | Media goleadora |
| ------------- | ------------- | --------- | --------- | ------------- | ------------- | ------- | ------- | ------------ | ------------ | ------------------- | ------------------- | -------------- | -------------- | ---------------- | ---------------- | -------------------- | -------------------- | ----- | ----- | --------------- |
| Sub-20        | 2011          | -         | -         | -             | -             | -       | -       | -            | -            | -                   | -                   | 4              | 0              | -                | -                | -                    | -                    | 4     | 0     | 0               |
| Sub-20        | 2013          | -         | -         | -             | -             | -       | -       | -            | -            | 4                   | 1                   | -              | -              | -                | -                | -                    | -                    | 4     | 1     | 0.25            |
| Sub-20        | Total         | -         | -         | -             | -             | -       | -       | -            | -            | 4                   | 1                   | 4              | 0              | -                | -                | -                    | -                    | 8     | 1     | 0.13            |
| Sub-22        | 2011          | -         | -;        | -             | -             | -       | -       | -            | -            | -                   | -                   | -              | -              | -                | -                | 3                    | 0                    | 3     | 0     | 0               |
| Sub-22        | Total         | -         | -         | -             | -             | -       | -       | -            | -            | -                   | -                   | -              | -              | -                | -                | 3                    | 0                    | 3     | 0     | 0               |
| Total carrera | Total carrera | -         | -         | -             | -             | -       | -       | -            | -            | 4                   | 1                   | 4              | 0              | -                | -                | 3                    | 0                    | 11    | 1     | 0.09            |

## Palmarés

### Campeonatos regionales
| Título                  | Club         | Región     | Año  |
| ----------------------- | ------------ | ---------- | ---- |
| Campeonato Pernambucano | Sport Recife | Pernambuco | 2024 |

### Campeonatos nacionales
| Título           | Club              | País      | Año    |
| ---------------- | ----------------- | --------- | ------ |
| Primera División | C. A. San Lorenzo | Argentina | I-2013 |